# Drassyllus arizonensis
Drassyllus arizonensis är en spindelart som först beskrevs av Banks 1901.  Drassyllus arizonensis ingår i släktet Drassyllus och familjen plattbuksspindlar. Inga underarter finns listade i Catalogue of Life.